# Incentívek
Az incentívek vagy más néven ösztönzők olyan kulcsingerek, amelyek megközelítésre vagy elkerülésre késztetnek, kiválthatnak bizonyos viselkedést. Ilyen például amikor megérezzük kedvenc ételünk illatát, és eszünk belőle, annak ellenére, hogy épp nem is voltunk éhesek. Nem csak külső ingerek, hanem események, helyzetek vagy akár egy társas közeg légköre is lehet ilyen motiváló tényező.